# Gottfried van Swieten
Gottfried Freiherr van Swieten (Leiden, 29 d'octubre de 1733 - Viena, 29 de març de 1803) fou un diplomàtic, bibliotecari i funcionari del govern austríac. Fou un músic aficionat entusiasta i hui es recorda millor com el mecenes de grans compositors del classicisme, com Carl Philipp Emanuel Bach, Joseph Haydn, Wolfgang Amadeus Mozart i Ludwig van Beethoven.

## Vida i carrera
Van Swieten va nàixer a Leiden i va créixer a la República Holandesa fins als 11 anys. Son pare, Gerard van Swieten, fou un metge que de gran reputació per elevar els estàndards científics de la investigació mèdica. El 1745, Van Swieten pare acceptà convertir-se en metge personal de l'emperadriu Maria Teresa i es va traslladar amb la seva família a Viena, on també esdevingué director de la biblioteca de la cort, així com altres càrrecs governamentals. El jove Van Swieten fou educat per al servei nacional en una escola jesuïta d'elit, el Theresianum.

### Com a diplomàtic
Segons el musicòleg Daniel Heartz, el jove Van Swieten fou en estudiant excel·lent i parlava molts idiomes, i, per tant, era natural que continuara una carrera com a diplomàtic. El seu primer càrrec fou a Brussel·les (1755–1757), després París (1760–1763), Varsòvia (1763–1764) i finalment (com a ambaixador) a la cort de Frederic el Gran de Prússia a Berlín (1770–77)
Aquest últim càrrec suposava una gran responsabilitat. Frederic el Gran havia derrotat prèviament Àustria a la Guerra de Successió Austríaca (1740–1748), prenent-li el territori de Silèsia; i havia defensat amb èxit la seva conquesta a la Guerra dels Set Anys (1756–1763). Van Swieten fou ambaixador durant la Primera Partició de Polònia (1772), en què gran part del territori d'aquesta nació fou annexat pels imperis veïns més poderosos: Àustria, Rússia i Prússia. En eixe repartiment, Àustria volia Silèsia, però era una pretensió poc realista, i a Van Sweeten li tocà la tasca poc realista de negociar sobre aquesta base. Finalment, Silèsia va romandre prussiana.
Van Swieten va compaginar la faena com a diplomàtic amb la seua afició a la música. El seu supervisor a Brussel·les, el comte Cobenzl, informà el 1756 que "la música ocupa la millor part del seu temps". A Berlín, Van Swieten estudià amb Johann Philipp Kirnberger, antic alumne de J.S. Bach, i participà en el cercle musical de la princesa Anna Amàlia, on es tocava i admirava la música de Bach i Händel.

### Com a bibliotecari

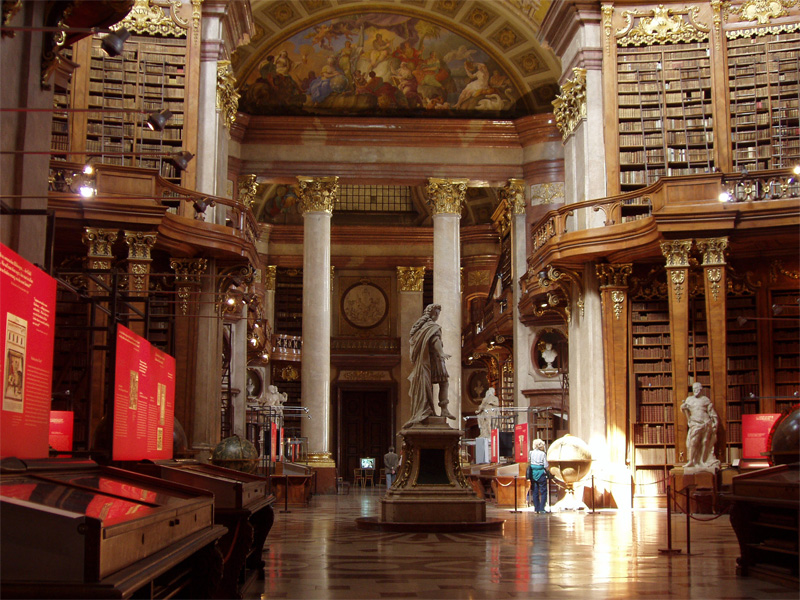
Prunksaal ("sala de l'esplendor"), part de l'actual Biblioteca Nacional Austríaca, a l'espai de l'antiga Biblioteca Imperial, de la qual Van Swieten era el cap

En tornar a Viena el 1777, Van Swieten fou nomenat prefecte de la Biblioteca Imperial, càrrec que havia estat vacant durant cinc anys des de la mort del seu pare, i va romandre bibliotecari imperial per a la resta de la seva vida.
Com a bibliotecari Van Swieten va presentar el primer catàleg de targetes del món (1780) - abans d'aquesta innovació, les biblioteques tenien catàlegs en forma de volums enquadernats. La innovació de Van Swieten permeté afegir noves entrades lliurement en un ordre convenientment i fàcil de cercar. Els catàlegs de targetes es van adoptar aviat en altres llocs com a la França revolucionària.

### En política
El 1780, en pujar al tron Josep II, la carrera de Van Swieten va assolir el seu màxim èxit. Fou nomenat conseller d'Estat i director de la Comissió Estatal d'Educació el 1781, després també com a director d'una nova Comissió de Censura el 1782. Les opinions liberals de Van Swieten casaven bé amb els plans de l'emperador. Tanmateix, com que les reformes van augmentar la llibertat de premsa, es publicaven molts més pamflets crítics amb el govern, augmentant així les responsabilitats de Van Swieten a l'hora de supervisar l'aparell de censura del govern. De fet, la seua correspondència d'aquella època mostra una gran càrrega de treball.
El 1784 Van Swieten va proposar adoptar una llei de drets d'autor, tal com ja feia Anglaterra des del 1709, però l'emperador va anul·lar la proposta. S'ha suggerit que si s'haguera implementat la llei de Van Swieten, la carrera del seu protegit Mozart com a músic independent hauria tingut molt més èxit.
Després de la mort de Josep II pujà al tron el seu germà Leopold II, més conservador, que acabà per despatxar a Van Swieten dels càrrecs polítics el 5 de desembre de 1791, coincidint amb la mort del seu protegit Mozart.

### Com a compositor
L'interés musical de Van Swieten abastava també la composició: Compongué tres òperes còmiques (Les talents à la mode, Colas, toujours Colas, i La chercheuse d'esprit) i deu simfonies.

### Altres
Van Swieten tenia una bona situació econòmica: Havia heretat diners de son pare i també estava ben pagat pels seus càrrecs governamentals. Es calcula que ingressava uns 20.000 florins a l'any, 10 voltes més que Mozart.
No es va casar mai, i es va convertir al catolicisme en arribar a Àustria.
Van Swieten posseïa Al·legoria de la pintura de Johannes Vermeer, que havia heretat de son pare, tot i que en aquell temps no es coneixia l'autor del quadre.

## Relació amb compositors
La relació de Van Swieten amb els grans compositors de la seua època fou principalment de mecenatge: els compositors no treballaven per a Van Swieten a canvi d'un sou o comissió, sinó que rebien pagaments d'ell de tant en tant a manera de propina. Així, Joseph Haydn va comentar al seu biògraf Griesinger que "Em va patrocinar ocasionalment amb diversos ducats". Aquesta era una manera habitual de pagar als músics per part de l'aristocràcia - de fet, Haydn havia rebut pagaments similars del seu patró Nikolaus Esterházy, encara que també cobrava un sou. El sistema de mecenatge també va finançar els primers viatges de la família Mozart.
La relació entre mecenes i artista no era d'igualtat social. De fet, en una carta de 1801, després d'haver col·laborat durant pràcticament tota una vida, Haydn encara s'adreçava al baró Van Sweeten com "La Vostra Excel·lència", reflectint presumiblement la seua pràctica quotidiana.

### Mozart
Van Swieten va veure a Mozart per primera volta el 1768, quan el compositor, amb a penes 11 anys, va visitar Viena amb son pare buscant fama i suport. Segons Leopold Mozart, Van Swieten es va involucrar en planificar la primera òpera de Mozart, La finta semplice.
El 1781, poc després de traslladar-se a Viena, Mozart tornà a trobar-se amb Van Swieten, en interpretar fragments de la seva recent òpera Idomeneo davant d'un públic selecte al saló de la comtessa Thun. Aquest esdeveniment ajudà a fer possible l'encàrrec de l'òpera Die Entführung aus dem Serail, el primer gran èxit de Mozart com a compositor.

#### Compartint obres de Bach i Händel
El 1782, Van Swieten comença a convidar Mozart a visitar-lo regularment, per a estudiar i tocar manuscrits de J.S. Bach i Händel que havia anat col·leccionant quan vivia a Berlín, a través d'alumnes de C.P.E. Bach. Mozart escrigué a son pare en una carta el 10 d'abril de 1782:

"Vaig tots els diumenges a les 12h a casa del baró Van Swieten, i no parem de tocar Händel i Bach. Estic fent-me una col·lecció de fugues de Bach, tant [Johann] Sebastian com [Carl Philipp] Emanuel i [Wilhelm] Friedeman Bach. I també de les de Händel."
Altres també assistien a aquestes trobades, i Van Swieten va demanar a Mozart algunes transcripcions per a tocar algunes de les fugues amb un ensemble menut. Mozart també tocava les partitures d'oratoris de Händel reduint-los espontàniament al teclat, mentre (segons Joseph Weigl) cantava una de les parts corals i corregia errors dels altres cantants.
La trobada amb les obres de Bach i Händel deixa una empremta important en Mozart, que primer es va exercitar fent fugues i suites com a còpies estilístiques,  i més endavant anà assimilant i integrant elements de la música de Händel i Bach plenament en el seu propi estil - exemples d'aquesta assimilació són la missa en do menor (1784) i el preludi coral a l'escena dels hòmens armats de La flauta màgica (1791).

#### Gesellschaft der Associierten
Les interpretacions cambrístiques dels oratoris de Händel a casa de Van Swieten van despertar l'interès de Van Swieten i els seus col·legues en interpretacions a gran escala d'aquestes obres. Per a dur-les a terme, Van Swieten fundà el 1786 una associació de nobles melòmans, la ''Gesellschaft der Associierten''. Amb el suport financer d'aquest grup, Van Swieten pogué organitzar concerts d'obres majors al Hofburg, el Burgtheater i el Jahn'sche Saal.
Mozart començà a dirigir aquests concerts el 1788, i la Gesellschaft li encomanà l'arranjament de quatre obres de Händel per a interpretar-les adaptant-se al gust de l'època:
- Acis i Galatea, interpretada el novembre del 1788[22]
- El Messies, amb noves parts de Mozart per a les flautes, clarinets, fagots, trompes i trombons (1789)
- La Ode for St. Cecilia's Day (1790)
- Alexander's Feast (1790)[4]

Van Swieten fou l'encarregat de traduir els libretti d'aquestes obres de l'anglés a l'alemany. Els concerts de la Gesellschaft suposaren un ingrés important per a Mozart en una època que fou econòmicament difícil per a ell.

#### Mort de Mozart
En morir Mozart el 5 de desembre de 1791, Van Swieten anà a sa casa i preparà els funerals. Possiblement ajuda econòmicament a Constanze, que parlà de la seua generositat en nombroses cartes. També ajuda a organitzar l'educació del fill, Karl Thomas Mozart, en Praga.

### Haydn
El 1790, en morir el príncep Nikolaus Esterházy, que havia sigut l'empleador de Haydn durant vora 30 anys, Haydn es traslladà a Viena i fou més lliure per a acceptar el mecenatge de Van Swieten. El 1794, quan va fer camí cap a Londres, anava en un carruatge que Van Swieten li havia posat a la seua disposició.
En tornar a l'any següent, Van Swieten i Haydn van desenvolupar una relació de treball més propera, amb Van Swieten fent de llibretista i assessor artístic. La col·laboració començà el 1795 amb la versió en oratori de Les set últimes paraules de Crist a la creu (1795/96). A continuació van mamprendre projectes de més envergadura: els oratoris La Creació (1798) i Les Estacions (1801). Van Swieten va traduir i adaptar a l'alemany els poemes El Paradís perdut de John Milton i The Seasons de James Tompson, respectivament.
Als màrgens dels libretti, Van Swieten feu suggeriments específics per a la música d'alguns passatges, i Haydn va seguir clarament en la majoria dels casos. Les estrenes dels tres oratoris van tindre lloc sota la protecció de la Gesellschaft der Associierten, que proveïa a Haydn amb les garanties financeres per a assolir projectes a llarg termini.

### Beethoven
Van Swieten fou mecenes i partidari de Ludwig van Beethoven durant els seus primers anys a Viena. L'experiència de Beethoven amb Van Swieten fou semblant a la de Mozart uns 12 anys abans: Visitava el baró a casa seva, on encara hi havia reunions regulars centrades al voltant de la música de Bach i Händel, que deixaren una empremta important en Beethoven. Segons Anton Schindler, Beethoven es quedava molt de temps després que els altres convidats se n'hagueren anat, perquè el seu Van Swieten era musicalment insaciable i no deixava moure el jove pianista fins que no haguera "beneït la nit" amb vàries fugues de Bach.
Tanmateix, no es tractava de cap manera del primer contacte de Beethoven amb la música de Bach. Segons Christian Gottlob Neefe, el seu alumne Beethoven als 11 anys ja tocava tot sencer El clavecí ben temprat. Segons Ferdinand Ries, Beethoven considerava la música de Mozart, Händel i Bach com la més elevada, i estudiava les seues partitures contínuament.
El 1801, Beethoven li dedicà la Primera Simfonia al baró Van Swieten.

### Altres
A principis de la seua carrera, a Berlín, Van Swieten també havia donat suport a la carrera de Carl Philipp Emanuel Bach. Bach va escriure les sis simfonies per a orquestra de corda (1773; H. 657–662) per encàrrec de Van Swieten. L'encàrrec especificava que "la imaginació creativa del compositor podria tenir via lliure, sense cap mena de restricció per dificultats tècniques". El tercer cicle de Sonaten für Kenner und Liebhaber de Bach (1781) està dedicat a Van Swieten.
Johann Nikolaus Forkel, el primer biògraf de Johann Sebastian Bach, li dedicà el llibre a Van Swieten.